# Bryan Heynen
Bryan Heynen (* 6. Februar 1997 in Bree, Provinz Limburg) ist ein belgischer Fußballspieler, der beim KRC Genk in der belgischen Division 1A spielt. Er spielt als defensiver Mittelfeldspieler.

## Karriere
Heynen begann seine Karriere bei KRC Genk. Sein Debüt in der ersten Division gab er am 25. Juli 2015 gegen Oud-Heverlee Löwen. Aufgrund eines Kreuzbandrisses, erlitten beim Ligaspiel gegen Royal Excel Mouscron am 23. November 2019, fiel er fast ein Jahr aus. Sein nächster Einsatz war im Ligaspiel am 30. Oktober 2020 gegen die KAS Eupen. In der Saison 2021/22 bestritt er 38 von 40 möglichen Ligaspielen für Genk, in denen er fünf Tore schoss, sowie ein Pokalspiel, sieben Spiele im Europapokal und das verlorene Spiel um das Supercup. In der Saison 2022/23 waren es 39 von 40 möglichen Ligaspielen mit elf erzielten Toren. Lediglich bei einem Spiel fehlte er infolge einer Sperre nach fünf gelben Karten. Dazu kamen drei Pokalspiele. In der nächsten Saison waren es 25 von 41 möglichen Ligaspielen, in denen er sechs Tore schoss. Während der gesamten Meister-Play-off fiel er wegen einer Leistenverletzung aus. Dazu kam ein Pokalspiel und zehn Spiele im Europapokal mit zwei geschossenen Toren.

## Nationalmannschaft
Schon 2013 hatte Heynen für die belgische U-16-Nationalmannschaft gespielt. Für die U21-Nationalmannschaft spielte er in allen drei Gruppenspielen bei der U21-Europameisterschaft 2019. Belgien belegte in dieser Gruppe den letzten Platz. Danach war er aufgrund seines Alters nicht mehr für die die U21-Nationalmannschaft spielberechtigt.

## Erfolge
- Belgischer Meister: 2018/19 (KRC Genk)
- Belgischer Pokalsieger: 2020/21 (KRC Genk)
- Gewinner belgischer Supercup: 2019 (KRC Genk)